# Vincent Price
Pour les articles homonymes, voir Price.
Vincent Price [ˈvɪnsɛnt pɹaɪs], né le 27 mai 1911 à Saint-Louis (Missouri) et mort le 25 octobre 1993 à Los Angeles (Californie), est un acteur, historien de l'art, collectionneur d'art et cuisinier gastronomique américain. Il est apparu au théâtre, à la télévision et à la radio, ainsi que dans plus de 100 films. Il a reçu deux étoiles sur le Hollywood Walk of Fame, une pour le cinéma et une pour la télévision. Il était réputé pour sa voix de basse.
Sa première apparition au cinéma est un rôle principal dans la comédie  Service de Luxe en 1938. Il devient acteur de genre, apparaissant dans Le Chant de Bernadette (1943), Laura (1944), Les Clés du royaume (1944), Péché mortel (1945), Le Château du dragon (1946) et Les Dix Commandements (1956). Il s'impose dans le genre de l'horreur avec des rôles dans L'Homme au masque de cire (1953), La Mouche noire (1958), La Nuit de tous les mystères (1959), Le Retour de la mouche (1959), Le Désosseur de cadavres (1959), Je suis une légende (1964), Le Grand Inquisiteur (1968), L'Abominable Docteur Phibes (1971) et Théâtre de sang (1973). Il collabore avec Roger Corman sur La Chute de la maison Usher (1960), La Chambre des tortures (1961), La Malédiction d'Arkham (1963) et Le Masque de la mort rouge (1964), dont la plupart sont des adaptations d'Edgar Allan Poe. Il apparaît également dans la série télévisée Batman dans le rôle de Crâne d'œuf (en).
Il prête sa voix au méchant professeur Ratigan dans le film d'animation Basil, détective privé (1986) et apparaît dans le drame Les Baleines du mois d'août (1987), qui lui vaut une nomination au Independent Spirit Award du meilleur acteur dans un second rôle. Le dernier film de Price est Edward aux mains d'argent (1990) de Tim Burton. Pour ses contributions au cinéma, il a reçu des prix pour l'ensemble de sa carrière ou des prix d'hommage spécial de l'Academy of Science Fiction, Fantasy and Horror Films, du festival Fantasporto, le prix Bram-Stoker et un Los Angeles Film Critics Association Award. Il est narrateur de films d'animation, de drames radiophoniques et de documentaires, et prête sa voix dans la chanson Thriller de Michael Jackson. Pour son travail vocal dans Great American Speeches (1959), il est nommé au Grammy Award du meilleur album de créations orales.
Price est un collectionneur d'art et un consultant en arts, diplômé en histoire de l'art. Il donne des conférences et écrit des livres sur le sujet. Le musée d'art Vincent Price (en) du East Los Angeles College (en) est nommé en son honneur. Il est également cuisinier gastronomique et auteur de livres de cuisine.

## Biographie
Vincent Leonard Price Jr. est né le 27 mai 1911 à Saint-Louis dans le Missouri, il était le fils du président de « The National Candy Company », Vincent Leonard Price Sr. (1871-1948) et Marguerite Cobb Willcox (1874-1946). Son père Vincent Sr. était le fils du docteur Vincent Clarence Price (1832-1914), l'inventeur de la poudre à lever « Dr. Price's Baking Powder », la première poudre à lever à base de crème de tartre, qui fit la fortune de la famille. Price est scolarisé à la St. Louis Country Day School (en), puis étudie l'histoire et l'art à Yale. Il devient membre de l'Institut Courtauld en Angleterre. Il s'intéresse au théâtre à partir des années 1930 et monte sur scène en tant que professionnel pour la première fois en 1935 dans la pièce Victoria Regina au Broadhurst Theatre de Broadway. Il jouera au total dans une douzaine de pièces entre 1935 et 1978.
Son physique de dandy inquiétant, à la voix caressante, apparaît dans Laura d'Otto Preminger (1944), avant de devenir un acteur emblématique de films d'horreur, sous la direction récurrente de Roger Corman (La Chute de la Maison Usher, Le Corbeau, L'Empire de la Terreur…), mais également d'André de Toth dans L'Homme au masque de cire (House of Wax, 1953), qui fut l'un des premiers films en 3D. Il apparaît sous les traits du Cardinal de Richelieu aux côtés de Gene Kelly dans l'adaptation en 1948 des Trois Mousquetaires de George Sidney.
Acteur indissociable du cinéma d'épouvante, il incarne L'Abominable Docteur Phibes de Robert Fuest (1971) ainsi que la suite Le Retour de l'abominable Docteur Phibes et quelques films d'horreur britanniques comme Théâtre de sang de Douglas Hickox (1973), à la lisière de l'autoparodie. 
En 1975, il prête sa voix à l'album Welcome to My Nightmare de son ami Alice Cooper pour le monologue d'introduction de la chanson The Black Widow et apparaît régulièrement sur scène lors de ses concerts
En 1982, il prête sa voix (rire et passage parlé) pour la chanson Thriller de Michael Jackson. Il aurait dû prêter sa voix au monologue d'introduction de la chanson The Number of the Beast du groupe Iron Maiden mais ses exigences financières étaient trop élevées pour le groupe. La même année, il prête sa voix au court-métrage hommage, Vincent, que lui consacre Tim Burton, qui lui donnera par ailleurs l'un de ses derniers rôles dans Edward aux mains d'argent en 1990.
Sa voix figure également dans la chanson And When he Falleth du groupe de gothic metal Theatre of Tragedy. La chanson, en effet, reprend plusieurs extraits de dialogues du film Le Masque de la mort rouge.
Dans les années 1990, il prêtera sa voix pour la scénographie de la célèbre attraction Phantom Manor de Disneyland Paris.
Grand collectionneur d'art contemporain, il a consacré plusieurs ouvrages à sa passion.
Vincent Price est mort d'un cancer du poumon à Los Angeles, le 25 octobre 1993. Tim Burton, qui s'était lié d'amitié avec lui, prétendra qu'il s'était également laissé mourir de tristesse à la suite du décès de sa femme, Coral Browne, deux ans auparavant.
Vincent Price blues figure sur l'album Rhythmeen de ZZ Top en 1996.
Le chanteur Wednesday 13 lui rend hommage dans sa chanson The Ghost Of Vincent Price en 2005.
Les deux films L'Homme au masque de cire (House of wax) et L'Abominable Docteur Phibes ont inspiré le nom du groupe de rock psychédélique Dr Phibes and the house of wax equations.
En 2013, Deep Purple lui consacre également une chanson sur leur nouvel album Now What?!.

### Vie privée
Vincent Price a eu trois épouses. Il a eu un fils, Vincent Barrett Price (né en 1940), de son premier mariage (1938-1948) avec l'actrice Edith Barrett (1907-1977). De son deuxième mariage (1949–1973) avec Mary Grant Price (1917-2002), créatrice de costumes, il a eu une fille Mary Victoria Price née en 1962. Son troisième mariage a lieu en 1974 avec l'actrice australienne Coral Browne (1913-1991) qui meurt d'un cancer du sein deux ans avant lui. Vincent Price était un gros fumeur ; il souffrait d'emphysème et de la maladie de Parkinson. Il est mort d'un cancer du poumon le 25 octobre 1993, au centre médical UCLA à l'âge de 82 ans. Il a été crématisé et ses cendres ont été dispersées sur le Point Dume (en) à Malibu, Californie.

## Filmographie

### Années 1930 et 1940
- 1938 : Service de Luxe : Robert Wade
- 1939 : La Vie privée d'Elisabeth d'Angleterre (The Private Lives of Elizabeth and Essex) : Sir Walter Raleigh
- 1939 : La Tour de Londres (Tower of London) : Duc de Clarence
- 1940 : Le Retour de l'homme invisible (The Invisible Man Returns) : Geoffrey Radcliffe
- 1940 : L'Enfer vert (Green Hell) : David Richardson
- 1940 : La Maison aux sept pignons (The House of the Seven Gables) : Clifford Pyncheon
- 1940 : L'Odyssée des Mormons (Brigham Young) : Joseph Smith
- 1941 : Les Trappeurs de l'Hudson (Hudson's Bay) d'Irving Pichel : Roi Charles II
- 1943 : Le Chant de Bernadette (The Song of Bernadette) : Vital Dutour, Procureur impérial
- 1944 : The Eve of St. Mark : Francis Marion
- 1944 : Le Président Wilson (Wilson) de Henry King : William Gibbs McAdoo
- 1944 : Laura : Shelby Carpenter
- 1944 : Les Clés du royaume (The Keys of the Kingdom) de John M. Stahl : Révérend Angus Mealey
- 1945 : Scandale à la cour (A Royal Scandal) : Marquis de Fleury
- 1945 : Péché mortel (Leave Her to Heaven) : Russell Quinton
- 1946 : Shock d'Alfred Werker : Dr Richard Cross
- 1946 : Le Château du Dragon (Dragonwyck) : Nicholas Van Ryn
- 1947 : Le Traquenard (The Web), de Michael Gordon : Andrew Colby
- 1947 : La Longue Nuit (The Long Night) de Anatole Litvak : Maximilian
- 1947 : La Rose du crime (Moss Rose) : Inspecteur Clinner
- 1948 : Up in Central Park : Boss Tweed
- 1948 : Deux Nigauds contre Frankenstein (Abbott and Costello meet Frankenstein) : Homme Invisible à la fin (voix)
- 1948 : Légion étrangère (Rogues' Regiment) : Mark Van Ratten
- 1948 : Les Trois Mousquetaires (The Three Musketeers) : Premier Ministre Richelieu
- 1949 : The Christmas Carol (TV) : Invité / Narrateur
- 1949 : L'Île au complot (The Bribe) : Carwood
- 1949 : Bagdad : Pasha Ali Nadim

### Années 1950
- 1950 : Le Baron de l’Arizona (The Baron of Arizona) : James Addison Reavis (Le Baron), alias Brother Anthony
- 1950 : Champagne for Caesar (en) (Champagne for Caesar) de Richard Whorf : Burnbridge Waters
- 1950 : L'Homme à tout faire (en) (Curtain Call at Cactus Creek) : Tracy Holland
- 1951 : La Taverne de New Orléans (Adventures of Captain Fabian) : George Brissac
- 1951 : Fini de rire (His kind of woman) de John Farrow et Richard Fleischer : Mark Cardigan (acteur de film)
- 1952 : Scandale à Las Vegas (The Las Vegas Story) : Lloyd Rollins
- 1953 : L'Homme au masque de cire (House of Wax) : Prof. Henry Jarrod
- 1954 : Mission périlleuse (Dangerous Mission) de Louis King : Paul Adams
- 1954 : La Grande Nuit de Casanova (Casanova's Big Night) : Casanova
- 1954 : Le tueur porte un masque (The Mad Magician) de John Brahm : Don Gallico / Gallico le Grand
- 1955 : Born In Freedom: The Story of Colonel Drake : Edwin L. Drake
- 1955 : Le Fils de Sinbad (Son of Sinbad) de Ted Tetzlaff : Omar Khayyam
- 1956 : Serenade : Charles Winthrop
- 1956 : La Cinquième Victime (While the City Sleeps) : Walter Kyne
- 1956 : Le Roi des vagabonds (The Vagabond King) : Narrateur
- 1956 : Les Dix Commandements (The Ten Commandments) de Cecil B. DeMille : Baka
- 1957 : L'Histoire de l'humanité (The story of Mankind) : The Devil
- 1958 : Half Hour to Kill (série télévisée) : Gene Wolcott
- 1958 : Collector's Item (TV) : Henry Prentiss
- 1958 : La Mouche noire (The Fly) : François Delambre
- 1959 : La Nuit de tous les mystères (House on Haunted Hill) : Frederick Loren
- 1959 : Le Cirque fantastique (The Big Circus) : Hans Hagenfeld
- 1959 : Le Désosseur de cadavres (The Tingler) : Dr Warren Chapin
- 1959 : Le Retour de la mouche (Return of the Fly) : François Delambre
- 1959 : Le Masque (The Bat), de Crane Wilbur : Dr Malcolm Wells

### Années 1960
- 1960 : The Chevy Mystery Show (série télévisée) : Host
- 1960 : The Three Musketeers (TV) : cardinal Richelieu
- 1961 : La Chute de la Maison Usher (House of Usher) : Roderick Usher
- 1961 : Nefertiti, reine du Nil (Nefertiti, regina del Nilo) : Benakon
- 1961 : Gordon, le chevalier des mers (Gordon, il pirata nero) : Romero
- 1961 : Le Maître du monde (Master of the World) : Robur
- 1961 : La Chambre des tortures (The Pit and the Pendulum) : Don Nicholas Medina / Sebastian Medina
- 1962 : Les Confessions d'un mangeur d'opium (Confessions of an Opium Eater) : Gilbert De Quincey
- 1962 : L'Empire de la terreur (Tales of Terror) : Fortunato / Valdemar / Locke
- 1962 : Convicts 4 de Millard Kaufman : Carl Carmer
- 1962 : La Tour de Londres (Tower of London) : Richard de Gloucester
- 1963 : Le Corbeau (The Raven) : Dr Erasmus Craven
- 1963 : L'étrange histoire du juge Cordier (en) (Diary of a Madman)[N 1] : Simon Cordier
- 1963 : Beach Party de William Asher : Big Daddy
- 1963 : La Malédiction d'Arkham (The Haunted Palace) : Charles Dexter Ward (Joseph Curwen)
- 1963 : Trio de terreur (Twice-Told Tales) : Alex Medbourne / Rappaccini / Gerald Pyncheon
- 1963 : Le croque-mort s'en mêle (The Comedy of Terrors) : Waldo Trumbull
- 1964 : Je suis une légende (The Last Man on Earth) : Dr Robert Morgan
- 1964 : Le Masque de la mort rouge (The Masque of the Red Death) : Prospero
- 1964 : La Tombe de Ligeia (The Tomb of Ligeia) : Verden Fell
- 1965 : La Cité sous la mer (The City Under the Sea : Sir Hugh, le capitaine
- 1965 : Dr. Goldfoot and the Bikini Machine de Norman Taurog : Dr Goldfoot
- 1965 : The Wild Weird World of Dr. Goldfoot (en) (TV) : Dr Goldfoot
- 1966 : Batman (série télévisée) : Crâne d'œuf
- 1966 : L'Espion qui venait du surgelé (Spie vengono dal semifreddo) : général Willis / Dr Goldfoot
- 1967 : The Jackals (en) de Robert D. Webb : Oupa le prospecteur
- 1967 : La Maison des mille poupées (La casa de las mil muñecas) de Jeremy Summers : Felix Manderville
- 1967 : Voyage au fond des mers (série télévisée), (The Deadly Dolls):  Professeur Multiple
- 1968 : Le Grand Inquisiteur (Witchfinder General) : Matthew Hopkins
- 1968 : More Dead Than Alive (en) de Robert Sparr : Dan Ruffalo
- 1969 : Le Cercueil vivant (The Oblong Box) : Sir Julian Markham
- 1969 : Filles et Show-business (The Trouble with Girls) de Peter Tewksbury : Mr Morality

### Années 1970
- 1970 : La Terreur des Banshee (Cry of the Banshee) de Gordon Hessler : Lord Edward Whitman
- 1970 : Lâchez les monstres (Scream and Scream Again) : Dr Browning
- 1970 : Cucumber Castle (en) (TV) : Wicked Count Voxville
- 1971 : The Hilarious House of Frightenstein (en) (série télévisée) : Narrateur
- 1971 : Here Comes Peter Cottontail (en) (TV) : Irontail (voix)
- 1971 : L'Abominable Dr. Phibes (The Abominable Dr. Phibes) : Dr Anton Phibes
- 1971 : What's a Nice Girl Like You...? (en) (TV) : William Spevin
- 1972 : An Evening of Edgar Allan Poe (en) : narrateur
- 1972 : The Aries Computer (it)
- 1972 : Le Retour de l'abominable Docteur Phibes (Dr. Phibes Rises Again) : Dr Anton Phibes
- 1973 : Théâtre de sang (Theatre of Blood) : Edward Lionheart
- 1973 : Columbo : Adorable mais dangereuse (Lovely but Lethal) (série TV) : David Lang
- 1974 : Percy's Progress (en) : Stavos Mammonian
- 1974 : Black Day for Bluebeard (TV) : Michael Bastion
- 1974 : Madhouse : Paul Toombes
- 1975 : Alice Cooper: The Nightmare (TV) : L'Esprit du Cauchemar
- 1975 : Le Voyage de la peur (en) (Journey Into Fear) : Dervos
- 1976 : The Butterfly Ball : narrateur (voix)
- 1977 : Lindsay Wagner: Another Side of Me (TV)
- 1978 : Ringo (TV) : Dr Nancy
- 1979 : The Strange Case of Alice Cooper (vidéo) : Narrateur (voix)
- 1979 : Once Upon a Midnight Scary (TV) : Host
- 1979 : Time Express (en) (série TV) : Jason Winters
- 1979 : Scavenger Hunt de Michael Schultz : Milton Parker

### Années 1980
- 1980 : Le Club des monstres (The Monster Club) : Eramus
- 1980 : Pogo for President: 'I Go Pogo' (en) : The Deacon (voix)
- 1981 : Freddy the Freeloader's Christmas Dinner (en) (TV) : Professeur Humperdo
- 1981 : Mystery! (en) (série TV) : Invité (1981-1989)
- 1982 : Vincent : Narrateur (voix)
- 1982 : Ruddigore (TV), adaptation de Ruddigore : Sir Despard Murgatroyd
- 1983 : Le Manoir de la peur (House of the Long Shadows) de Pete Walker : Lionel Grisbane
- 1983 : Thriller (vidéo) : Voice of The Rap (voix)
- 1984 : Bloodbath at the House of Death (en) : Homme sinistre
- 1984 : Blanche-Neige et les Sept Nains : le miroir magique
- 1985 : Les Treize Fantômes de Scooby-Doo (The 13 Ghosts of Scooby-Doo) (série TV) : Vincent VanGhoul (voix)
- 1986 : The Nativity : roi Hérode (voix)
- 1986 : Escapes (TV) : Host
- 1986 : Basil, détective privé (The Great Mouse Detective) : professeur Ratigan (voix)
- 1987 : Sparky's Magic Piano (en) (vidéo) : Henry, père de Sparky
- 1987 : Les Baleines du mois d'août (The Whales of August) : Mr. Maranov
- 1987 : Nuits sanglantes (The Offspring) : Julian White
- 1988 : Flic ou Zombie (Dead Heat) : Arthur P. Loudermilk

### Années 1990
- 1990 : Une trop belle cible (Catchfire) de Dennis Hopper : Mr Avoca
- 1990 : Edward aux mains d'argent (Edward Scissorhands) : L'inventeur d'Edward
- 1993 : Le Voleur et le Cordonnier : Vizir Zigzag (voix)